# حفل توزيع جوائز الأوسكار الخامس والسبعون
جوائز الأوسكار الخامس والسبعينهو الحفل الخامس والسبعين في تاريخ جوائز الأوسكار. عقد في 23 مارس 2003. في مسرح كوداك في كاليفورنيا الولايات المتحدة الأمريكية. قدم الحفل ستيف مارتن, وتمّ بثّ الحفل على قناة ABC الأمريكية وMBC2 في الشرق الأوسط وشمال أفريقيا.
خلال الحفل ، قدمت AMPAS جوائز الأوسكار والتي يشار إليها عادةً باسم جوائز الأوسكار من خلال 24 فئة لتكريم الأفلام التي تم إصدارها في عام 2002م.

## جوائز
- أدريان برودي أفضل ممثل
- نيكول كيدمان أفضل ممثلة
- شيكاغو (فيلم) أفضل فيلم
- كاثرين زيتا جونزأفضل ممثلة مساعدة

## روابط خارجية
- حفل توزيع جوائز الأوسكار الخامس والسبعون على موقع IMDb (الإنجليزية)